# Postnord
PostNord AB er holdingselskabet for en koncern af samme navn, som tilbyder kommunikations- og logistikløsninger i Norden. Jens Moberg er formand for bestyrelsen, Håkan Ericsson er administrerende direktør. PostNord har hovedkvarter i Solna i Sverige.

## Organisation
PostNords midlertidige navn indtil den 17. maj 2011 var Posten Norden, hvilket var navnet for de fusionerede postvæsener Posten AB og Post Danmark, som officielt fusionerede med virkning fra den 24. juni 2009.
PostNord er i dag inddelt i fire forretningsområder: Breve Danmark, Meddelande Sverige, Logistik og Strålfors. De to førstnævnte servicerer hovedsagelig de nationale markeder med tjenester og ydelser under varemærkerne PostNord Danmark og Postnord. De nationale postkoncessioner varetages af og er udstedt til datterselskaberne, som har de samme navne som varemærkerne.

### Bestyrelsesformænd
- Fritz Schur, 2009–13
- Jens Moberg, 2013–

### Koncernchefer og adm. direktører
- Lars G. Nordström, 2009–10
- Lars Idermark, 2010–13[8]
- Knud Børge Pedersen (konstitueret koncernchef), 15. maj 2013 - 1. oktober 2013[9]
- Håkan Ericsson fra 1. oktober 2013.[3]

## Resultater
PostNord havde i 2012 i gennemsnit 39.713 ansatte, en tilbagegang på fem procent siden året før. PostNord havde i 2012 en årsomsætning på 38,920 milliarder svenske kronor, en tilbagegang på en procent siden året før. Årets resultat var på 257 millioner svenske kronor mod et resultat det forrige år på 1,225 milliarder svenske kronor – en tilbagegang på 79 procent.
I første halvdel af 2019 har Postnord opnået et langt bedre resultat end de foregående tre år.